# Тищенко Зара Робертівна
За́ра Ро́бертівна Ти́щенко (нар. 21 квітня 1973) – українська педагогиня, авторка довідників з української мови та літератури. Учителька вищої категорії у СЗШ №166 м. Києва, доктор філософії зі спеціальності «Філологія».

## Життєпис
Зара Тищенко народилась 21 квітня 1973 року у селі Лигівка Красноградського району Харківської області України. Закінчила Яковлівську загальноосвітню школу (1990), навчалася в Харківському національному педагогічному університеті імені Г.С. Сковороди. Здобула докторський ступінь на базі Харківського Національного Університету імені В.Н. Каразіна.

## Публікації
- «Семантико-функціональні особливості повтору в поезії Тараса Мельничука» – Проблеми лінгвістичного аналізу художнього тексту у світлі традицій Харківської філологічної школи, серія «Філологія» № 77 (2017), Вісник Харківського національного університету імені В. Н. Каразіна;
- «Стилістико-синтаксична організація контекстів із ключовим словообразом кінь у поезії Т. Мельничука» – Актуальні питання гуманітарних наук, випуск 20, том 3, 2018;

- «Національно-марковані неолексеми в поезії Тараса Мельничука (структурно-семантичний аспект»), № 88 (2021), Вісник Харківського національного університету імені В. Н. Каразіна.

## Інше
- Належить до числа спікерів віртуальної школи «Ранок».

## Навчальні видання
Зара Робертівна Тищенко у складі авторської групи брала участь у створенні довідкових видань для підготовки до зовнішнього незалежного оцінювання з української мови та літератури:
- Літвінова І.М., Гарюнова Ю.О., Тищенко З.Р., Бутко С.Г. Українська мова та література. Тестові зошити. – Харків: Ранок, 2021.
- Літвінова І.М., Гарюнова Ю.О., Тищенко З.Р., Бутко С.Г. Українська література. Інтерактивна хрестоматія. – Харків: Ранок, 2019, 2020, 2021, 2022.
- Літвінова І.М., Гарюнова Ю.О., Тищенко З.Р., Бутко С.Г. Українська література. Інтерактивний довідник-практикум із тестами. – Харків: Ранок, 2019, 2020, 2021, 2022.
- Літвінова І.М., Гарюнова Ю.О., Тищенко З.Р., Бутко С.Г. Українська мова. Інтерактивний довідник-практикум із тестами. – Харків: Ранок, 2020, 2021, 2022.
- Столій І.Л., Лобусова О.В., Популях Н.С., Кириченко Н.В., Літвінова І.М., Гарюнова Ю.О., З.Р. Тищенко, Бутко С.Г. Українська мова. Читання й аналіз тексту. – Харків: Ранок, 2021, 2022.
- Тищенко З.Р., Авраменко О.М. Мініконспекти для підготовки до ЗНО. – Київ: Грамота, 2020, 2021, 2022.